# 23133 Rishinbehl
23133 Rishinbehl è un asteroide della fascia principale. Scoperto nel 2000, presenta un'orbita caratterizzata da un semiasse maggiore pari a 2,3850848 UA e da un'eccentricità di 0,1463688, inclinata di 6,91094° rispetto all'eclittica.